# 徳野大空
徳野 大空（とくの たいくう、1914年〈大正3年〉3月9日 - 1974年〈昭和49年〉6月12日）は、群馬県安中市出身の書家。本名は徳野 輝雄（とくの てるお）。現代書芸、筆および墨の研究で知られる。

## 経歴
1914年（大正3年）、群馬県碓氷郡後閑村下後閑（現・安中市下後閑）に生まれる。1931年（昭和6年）半田神来に師事。1933年（昭和8年）群馬県師範学校を卒業。同年より碓氷郡秋間小学校に勤務。
1935年（昭和10年）に比田井天来の門に入り、天来の下で多様な古典を学習した。1937年（昭和12年）上京、翌1938年（昭和13年）より世田谷区玉川小学校に勤務する。1940年（昭和15年）手島右卿に師事。同年の大日本書道院展にて最高賞を受賞した。同年玉川小学校を退職する。その後、1943年（昭和18年）に日満支三国展にて最高総理大臣賞を受賞。
戦後の1947年（昭和22年）、日本書道美術院展審査員。1949年（昭和24年）日展特選。1951年（昭和26年）、毎日書道展審査員。1952年（昭和27年）独立書道会の結成に参加し副会長となる。1953年（昭和28年）にも日展特選。1954年（昭和29年）日展委嘱。
1958年（昭和33年）、羊毛筆の研究に着手し、「玉品」「牛歩」「玄潮筆」を創作する。同年日展審査員。同年月刊書道誌『火山』を発行。1959年（昭和34年）日展会員。1961年（昭和36年）に墨の研究に取り組み、各種金粉入り青墨を製作。1963年（昭和38年）には東京タイムズ社主催・現代書家30人展に出品。
1965年（昭和40年）にも日展審査員。同年第二次訪中文化使節に参加し中国を訪れる。昭和41年（1966年）には日展評議員も務める。同年東京タイムズ書道展運営委員、審査員長。
1967年（昭和42年）4月に玄潮会を結成し代表となる。1968年（昭和43年）上武大学講師。1969年（昭和44年）古典研究のため台湾に渡る。1970年（昭和45年）に日本万国博覧会に出品。
ほかに、秋田県男鹿市主催夏季大学講師、群馬県教育委員会主催書道講習会講師、福井県書道講習会講師、福岡県書道講習会講師、栃木県書道講習会講師などを務め全国各地にその功績を残す。
晩年の1973年（昭和48年）に東京タイムズ社主催の「日曜書道教室」の一字作品の講座を担当する。同年12月現代書作家対話集に収録される。
1974年（昭和49年）、脳塞栓症により死去。60歳。法号は大徳院殿證空毫輝居士。
神奈川県鎌倉霊園に埋葬され、群馬県安中市北野寺に分骨されている。

## 出展作品
- 寒江（1950年、第6回日展）
- 愛（1951年、第7回日展）
- 芸（1961年、日展） - 東京新聞に写真が掲載され、美術評論家から高く評価された[2]。
- 鳳（1968年、第17回奎星展）

その他多数出展

## 著書
- 小学校習字教科書『私たちの習字』上・中・下 昭和28年発行
- 書典　一・二・三　昭和29年編集発行
- 新書典 昭和29年編集発行
- 書典基本用 昭和29年編集発行
- 月刊書道誌「火山」 昭和33年
- 月刊書道誌「現代書芸」「あすなろ」 昭和41年
- 月刊書道誌「玄潮」「火山」（改称発行） 昭和46年

## 関連文献
- 『徳野大空遺墨集』